# جبل برادشو (القطب الجنوبي)
جبل برادشو (بالإنجليزية: Mount Bradshaw)‏ (71°28′S 163°52′E / 71.467°S 163.867°E) هو قمة جبلية تبلغ ارتفاعها 2,240 مترًا (7,350 قدمًا)، تقع على الجانب الشمالي الشرقي من خشيف ليب يير المتجمد [الإنجليزية]، وتبعد 4 أميال بحرية (7 كيلومترات) إلى الشمال الغربي من قمة إيان [الإنجليزية] في سلسلة جبال بويرز [الإنجليزية] وهي سلسلة جبلية رئيسية تقع داخل أرض فيكتوريا في القارة القطبية الجنوبية. وقد سميت هذه الميزة الجيولوجية بهذا الاسم من قبل لجنة تسمية الأماكن القطبية النيوزيلندية [الإنجليزية] عام 1983 على اسم جيمس برادشو، الجيولوجي في جامعة كانتربري ف نيوزيلندا، الذي شارك في بعثات البحث الجيولوجي لبرنامج نيوزيلندا لأبحاث القطب الجنوبي في الفترة من 1974-1975 و 1981-1982. يقع الجبل على ساحل بينيل [الإنجليزية]، وهو جزء من القارة القطبية الجنوبية، يمتد بين الرأس ويليامز ورأس أدار.